# Никольское (Бокситогорский район)
Никольское — деревня в Лидском сельском поселении Бокситогорского района Ленинградской области.

## История
Согласно земской переписи 1895 года:

  
НИКОЛЬСКОЕ — посёлок, крестьяне собственники земли: хозяйств  — 15, жителей: 37 м. п., 42 ж. п., всего 79 чел.

В конце XIX — начале XX века деревня административно относилась к Верховско-Вольской волости 1-го земского участка 3-го стана Устюженского уезда Новгородской губернии.

НИКОЛЬСКОЕ (ПЛУТНО) — сельцо Шибаловского сельского общества, число дворов — 15, число домов — 20, число жителей: 55 м. п., 47 ж. п.;
 Занятие жителей: земледелие, лесные заработки. Колодцы. Школа, лютеранская молельня, лавка кузница, мельница. (1910 год)

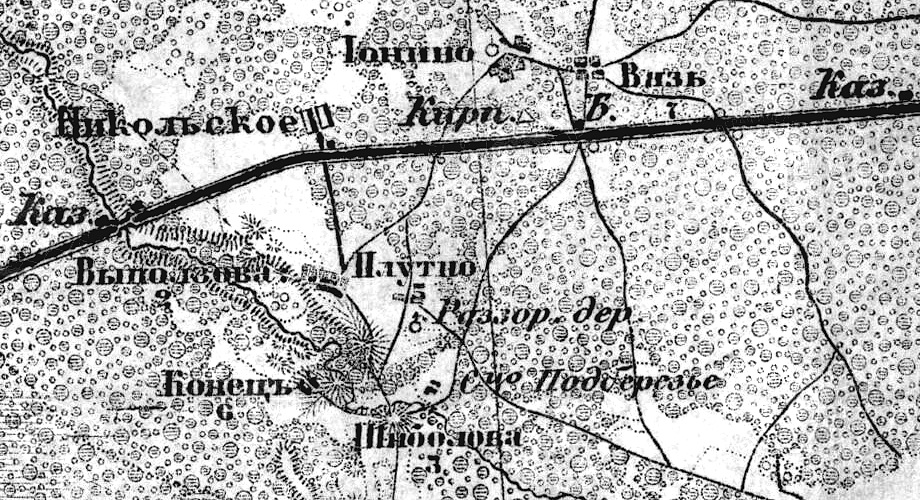
Деревня Никольское на карте 1917 года

С 1917 по 1927 год деревня входила в состав Советской волости Устюженского уезда Череповецкой губернии. 
С 1927 года, в составе Шибаловского сельсовета Ефимовского района.
По данным 1933 года деревня Никольское входила в состав Шибаловского сельсовета Ефимовского района.
С 1959 года, в составе Подборовского сельсовета.
С 1965 года, в составе Бокситогорского района. В 1965 году население деревни составляло 168 человек.
По данным 1966, 1973 и 1990 годов деревня Никольское также входила в состав Подборовского сельсовета Бокситогорского района.
В 1997 году в деревне Никольское Подборовской волости проживали 64 человека, в 2002 году — 52 человека (русские — 88 %).
В 2007 году в деревне Никольское Подборовского сельского поселения проживали 49 человек, в 2010 году — 40.
Со 2 июня 2014 года — в составе вновь созданного Лидского сельского поселения Бокситогорского района.
В 2015 году в деревне Никольское Лидского СП проживали 38 человек.

## География
Деревня расположена в восточной части района близ железнодорожной линии Волховстрой I — Вологда, к северу от автодороги 41К-033 (Сомино — Ольеши).
Расстояние до посёлка Подборовье — 6 км.
Расстояние до ближайшей железнодорожной станции Подборовье — 4 км. Ближайший остановочный пункт — платформа 292 км.

## Демография
| 1997 | 2002 | 2007 | 2010 | 2017 |
| ---- | ---- | ---- | ---- | ---- |
| 64   | ↘52  | ↘49  | ↘40  | ↘32  |

## Инфраструктура
На 1 января 2016 года в деревне было зарегистрировано 20 домохозяйств.